# April (film)
Pour les articles homonymes, voir April.
Pour plus de détails, voir Fiche technique et Distribution.
April est un film dramatique géorgien écrit et réalisé par Déa Kulumbegashvili et sorti en 2024.
Le film est présenté en compétition au 81e Festival international du film de Venise, où il remporte le prix spécial du jury.

## Synopsis
Nina, une obstétricienne de la Géorgie rurale aide les patientes souhaitant avorter malgré l'interdiction légale. Elle doit défendre ses valeurs et ses actions lorsqu'elle est accusée de négligence et est soumise à une enquête.

## Fiche technique
- Titre original : April
- Réalisation et scénario : Déa Kulumbegashvili
- Photographie : Arseni Khachaturan (it)
- Montage : Jacopo Ramella Pajrin
- Musique : Matthew Herbert
- Production :
- Sociétés de production :
- Pays de production : Géorgie
- Langue originale : géorgien
- Format : couleur
- Genre : drame
- Durée : 134 minutes
- Dates de sortie[2] :
  - Italie : 5 septembre 2024 (Mostra de Venise)
  - France : 29 janvier 2025[3]

## Distribution
- Ia Sukhitashvili
- Kakha Kintsurashvili
- Merab Ninidze

## Production
Grâce au succès de son premier long métrage, Au commencement, Déa Kulumbegashvili reçoit un Baumi Script Development Award 2022 pour commencer à travailler sur son long métrage suivant, alors intitulé Historia et dont l'histoire est celle d'une obstétricienne géorgienne qui pratique des avortements illégaux. En décembre, Cineuropa annonce que le tournage commencerait en mars suivant avec le soutien financier d'Arte France Cinéma.
April est acquis pour des ventes internationales par Goodfellas, alors connu sous le nom de Wild Bunch International. En décembre 2022, le projet était prévu pour une sortie en 2024, bien que Screen Daily ait rapporté en mai 2023 que le film devait être présenté en première au Festival de Cannes de cette année-là,.

## Distinctions

### Récompense
- Mostra de Venise 2024 : Prix spécial du jury[8]

### Sélection
- Mostra de Venise 2024 : sélection en compétition[9]

- (en) April: Awards, sur l'Internet Movie Database